# Kurská jaderná elektrárna
Kurská jaderná elektrárna (rusky Курская АЭС) je provozní jadernou elektrárnou v Rusku. Leží poblíž města Kurčatov v Kurské oblasti. Elektrárnu vlastní a provozuje ruská státní společnost Rosenergoatom. Zařízení zaměstnává přes 5 tisíc pracovníků. Jedná se o jednu z pěti jaderných elektráren, kde byly postaveny reaktory RBMK. Projekt elektrárny je shodný s Černobylem.

## Historie a technické informace

### Počátky
Kvůli vážným nedostatkům konvenčních paliv v evropské částí Sovětského svazu byl v roce 1965 přijat široký program výstavby jaderných elektráren. V rámci tohoto programu bylo navrženo vybudovat velkou jadernou elektrárnu v Kurské oblasti, kde byla původně plánována elektrárna na konvenční paliva. V roce 1967, na základě pokynů Ministerstva energetiky a elektrifikace SSSR, vyvinul institut Teploelektroprojekt tři možné varianty pro novou jadernou elektrárnu založenou na reaktorech jako RBMK-1000, VVER-1000 a RK-1000. Ačkoliv Teploelektroprojekt doporučoval výběr reaktorů VVER-1000, byla z ekonomického hlediska upřednostněna výstavba kanálových reaktorů typu RBMK-1000. Před začátkem výstavby samotné jaderné elektrárny byla zahájena výstavba nového satelitního městečka Kurčatov pojmenované po jaderném fyzikovi Igoru Kurčatovovi, které mělo sloužit pro konstruktéry zařízení a následně i pro zaměstnance jaderné elektrárny. Projekt elektrárny zpočátku počítal se čtyřmi reaktory RBMK-1000 o hrubém výkonu 1000 MW a čistém výkonu po odečtení vlastních potřeb bloků 925 MW.

### Výstavba
Výstavba elektrárny Kursk probíhala v bažinatých oblastech. Pro chlazení reaktorů byla vybudována nová vodní nádrž Kurčatov, která byla vytvořena odkloněním původního koryta řeky Sejm. Rozsáhlé stavební práce na výstavbě nádrže vedly ke ztrátě řady archeologických a paleontologických nalezišť.
Na výstavbu elektrárny byli povoláni konstruktéři z celého Sovětského svazu, kteří ale neměli žádné zkušenosti s výstavbou reaktorů tohoto typu. Z tohoto důvodu bylo na staveništi otevřeno školicí středisko.

#### Bloky 1 a 2
Výstavba základů prvního bloku byla zahájena v červenci 1971 a oficiálně výstavba bloku započala 1. června 1972. Při výstavbě byly nově využity železobetonové podlahové panely, které vyráběla tamní výrobna. Blok byl poprvé připojen k síti dne 19. prosince 1976 a uveden do provozu byl 12. října 1977. Ve své době šlo o nejvýkonnější elektrárenský blok v širokém okolí.
Druhý blok započal výstavbu dne 1. ledna 1973. Společně s prvním blokem spadají do RBMK I. generace. Blok byl poprvé přifázován k síti 28. ledna 1979 a do komerčního provozu přešel 17. srpna 1979.

#### Bloky 3 a 4
Ještě před uvedením druhého bloku do provozu byla zahájena výstavba dvojbloku třetího a čtvrtého bloku. Třetí blok se začal stavět 1. dubna 1978 a čtvrtý blok 1. května 1981. Třetí a čtvrtý blok jsou charakteristické tím, že mají vysoké ventilační potrubí VT a jsou postaveny dle stejného projektu jako nechvalně známý čtvrtý blok Černobylu, který 26. dubna 1986 explodoval. K síti byly bloky připojeny 17. října 1983 a 2. prosince 1985. Komerční provoz byl zahájen ve dnech 30. března 1984 a 5. února 1986. Bloky 3 a 4 spadají do RBMK II. generace.

#### Bloky 5 a 6

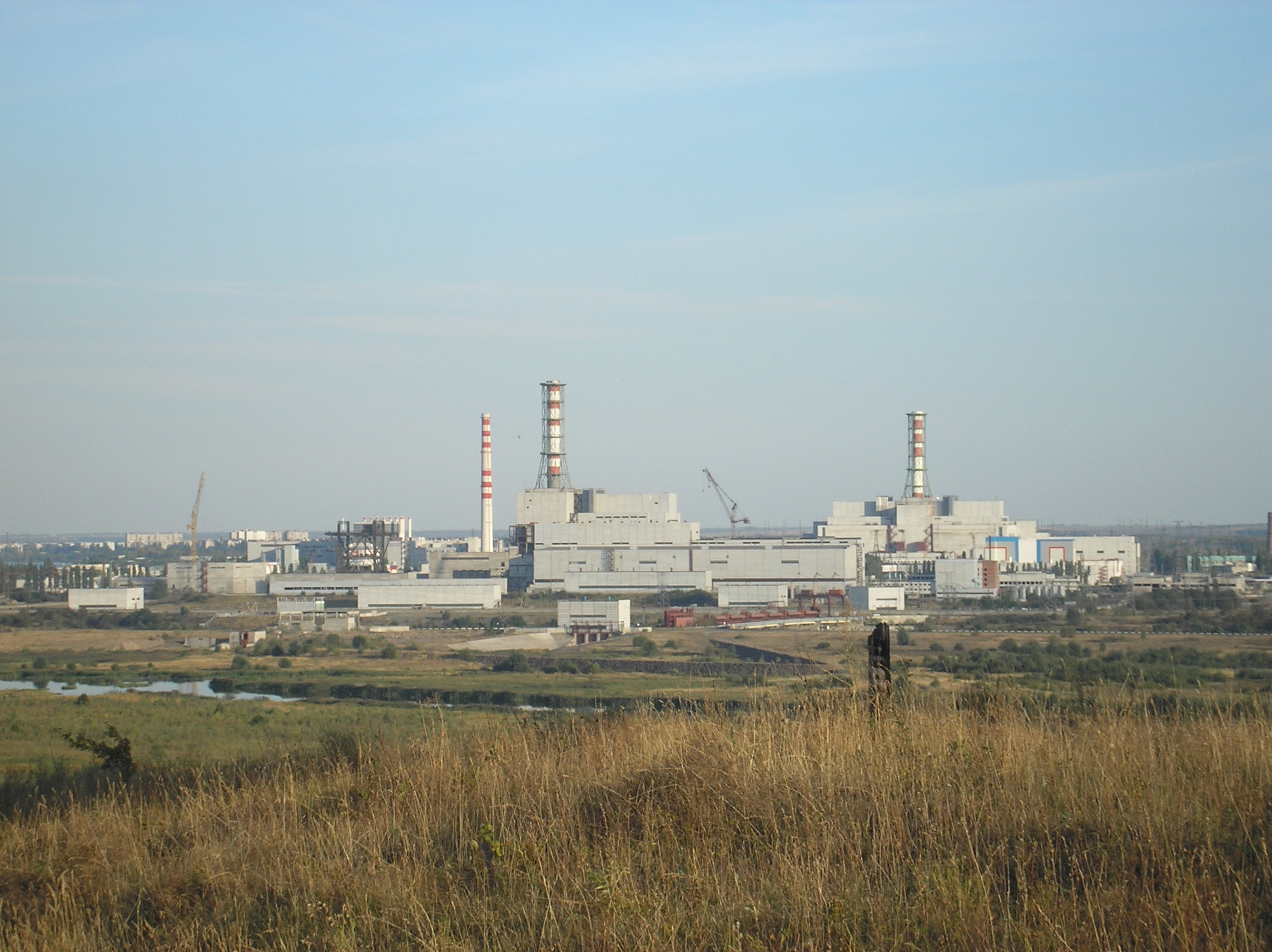
Pátý blok elektrárny v popředí

Projekt na rozšíření elektrárny Kursk na 6000 MW byl dokončen a přijat v roce 1984.
Výstavba pátého bloku byla zahájena dne 1. prosince 1985 a šestého bloku 1. srpna 1986. Ještě v roce 1986 harmonogram výstavby stanovoval spuštění pátého bloku v roce 1992, ale jeho výstavba byla na nějakou dobu zastavena po havárii v Černobylu. Výstavba šestého bloku nebyla nikdy obnovena a byla navždy zrušena 1. prosince 1993. V letech 1992 až 1993 bylo stávající jádro pátého bloku modernizováno a byly použity osmihranné grafitové bloky převzaté z projektu MKER, čímž reaktor získal negativní dutinový koeficient a stal se bezpečnějším. Projekt získal kladný znalecký posudek a stavba byla znovu zkolaudována. Přesto nebyla stavba obnovena v plné výši a datum spuštění se neustále posouvalo. Na krátkou dobu bylo uvažováno nahradit šestý blok jedním reaktorem VVER-1000/392 a maximalizovat využití stávající infrastruktury, ale tento návrh byl zrušen ve prospěch výstavby nové jaderné elektrárny. V roce 2003 až 2004 byla dokončena hala reaktoru a střecha turbínové haly. Práce probíhaly pomalým tempem až do roku 2008, kdy bylo jádro reaktoru hotové z 95 %, vybavení reaktorové haly zhruba ze 70 % a turbínová hala z 90%. Podle guvernéra Kurské oblasti Alexandra Michajlova bylo do roku 2010 vynaloženo na stavbu pátého bloku přes 27 miliard rublů. Konečné rozhodnutí o odmítnutí dostavby pátého energetického bloku padlo v březnu 2012. V roce 2019 byl v nedokončeném pátém bloku jaderné elektrárny Kursk natočen ruský celovečerní film Černobyl jako reakce na seriál Černobyl od HBO. V roce 2020 ředitel elektrárny oznámil, že blok bude rozebrán. Bloky 5 a 6 původně spadaly do RBMK III. generace jako Smolensk-3, ale kvůli četným úpravám a modernizacím se často pátý blok nesprávně označuje jako RBMK IV. generace, ačkoliv žádná taková generace oficiálně neexistuje. Operátor sítě RAO UES v roce 2006 prohlásil, že dostavba 5. bloku je neúčelná, protože Ukrajina uvedla v roce 2004 do provozu dva nové bloky a přestala nakupovat elektrickou energii z Kurské oblasti. Proto by muselo být postaveno nové vedení do jiných oblastí Ruska, aby mohl být blok naplno využit, pokud by se spustil. Často je to označováno jako jedna z hlavních příčin opuštění projektu.

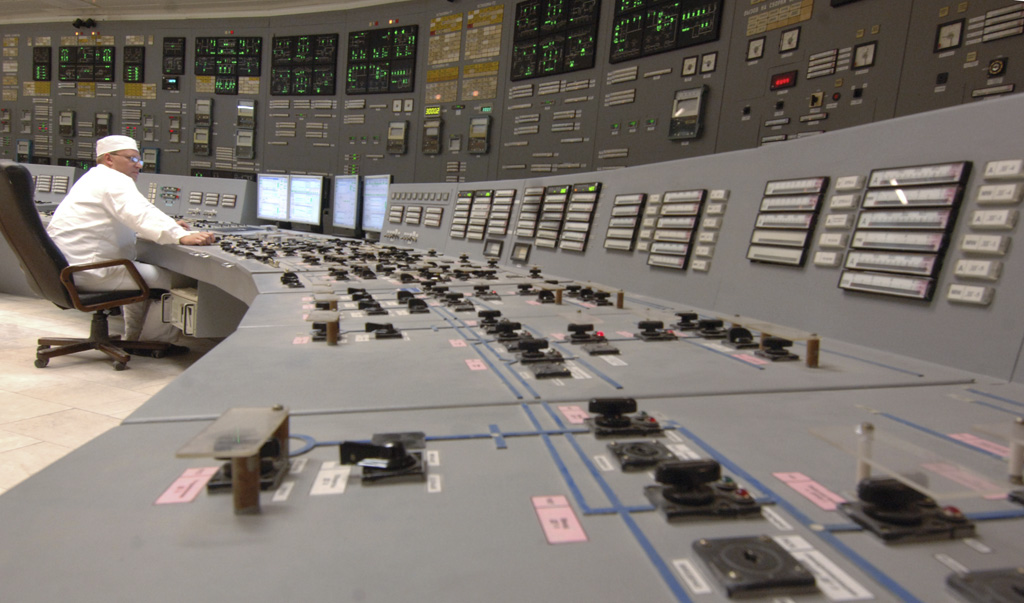
Velín jednoho z bloků v roce 2008

### Vyřazení z provozu
Pro nahrazení kapacity čtyř stávajících reaktorů elektrárny Kursk byl v roce 2012 vypracován projekt výstavby elektrárny Kursk II u obce Makarovka na místě, kde se mělo rozprostírat druhé chladicí jezero pro pátý a šestý blok. Nová elektrárna se bude skládat ze čtyř bloků VVER-TOI. Výstavba prvního bloku byla zahájena v roce 2018 a jeho spuštění se předpokládá v roce 2024.
První blok staré elektrárny byl navždy vyřazen z provozu dne 19. prosince 2021. Druhý následoval 31. ledna 2024.

### Technický popis reaktoru RBMK
V reaktorech RBMK je jako moderátor využit grafit a jako chladicí médium lehká voda. Jedná se o jednookruhovou elektrárnu – turbíny pohání přímo chladicí médium. Tato pára je potom zkapalněna s pomocí vody z chladicí nádrže. Elektrárna pokrývá 90 % spotřeby v Kurské oblasti, dodávala energii i do přilehlých oblastí Ukrajiny.

## Boje v Kurské oblasti
V důsledku bojů v Kurské oblasti, kdy Ukrajina v rámci ruské invaze na Ukrajinu provedla vpád do Kurské oblasti, byla podstatně zvýšena obrana jaderné elektrárny jakožto jaderného zařízení. Ministerstvo obrany Ruska dne 17. srpna 2024 obvinilo Ukrajinu z plánování útoku na jadernou elektrárnu a následně z toho obviní Moskvu. Ministerstvo také uvedlo, že v případě útoku, který by kontaminoval široké okolí, tvrdě zareaguje.

## Informace o reaktorech
| Reaktor | Typ reaktoru | Výkon  | Výkon   | Začátek výstavby | Připojení k síti | Uvedení do provozu                | Uzavření                          |
| Reaktor | Typ reaktoru | Čistý  | Hrubý   | Začátek výstavby | Připojení k síti | Uvedení do provozu                | Uzavření                          |
| ------- | ------------ | ------ | ------- | ---------------- | ---------------- | --------------------------------- | --------------------------------- |
| Kursk-1 | RBMK-1000    | 925 МW | 1000 МW | 1. 6. 1972       | 19. 12. 1976     | 12. 10. 1977                      | 19. 12. 2021                      |
| Kursk-2 | RBMK-1000    | 925 МW | 1000 МW | 1. 1. 1973       | 28. 1. 1979      | 17. 8. 1979                       | 31. 1. 2024                       |
| Kursk-3 | RBMK-1000    | 925 МW | 1000 МW | 1. 4. 1978       | 17. 10. 1983     | 30. 3. 1984                       | 2033                              |
| Kursk-4 | RBMK-1000    | 925 МW | 1000 МW | 1. 5. 1981       | 2. 12. 1985      | 5. 2. 1986                        | 2035                              |
| Kursk-5 | RBMK-1000    | 950 МW | 1000 МW | 1. 12. 1985      | 1992             | Výstavba zrušena 15. srpna 2012   | Výstavba zrušena 15. srpna 2012   |
| Kursk-6 | RBMK-1000    | 950 МW | 1000 МW | 1. 8. 1986       | ?                | Výstavba zrušena 1. prosince 1993 | Výstavba zrušena 1. prosince 1993 |